# Hermann Kretzschmar
Hermann Kretzschmar (Olbernhau, 19 gennaio 1848 – Berlino, 10 maggio 1924) è stato un compositore, insegnante e filosofo tedesco.

## Biografia

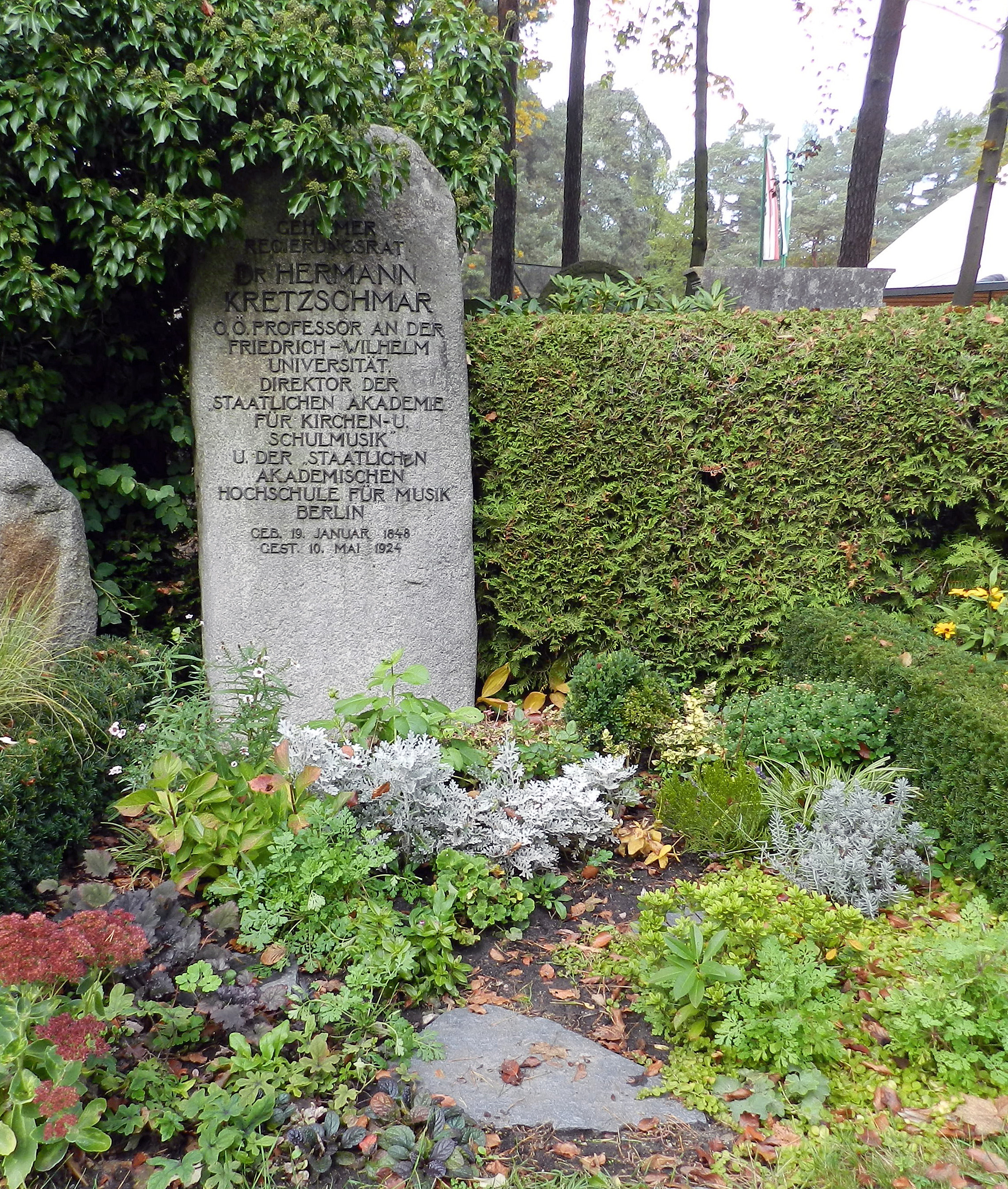
Tomba di Kretzschmar al Friedhof Nikolassee di Berlino

Kretzschmar era il figlio dell'organista e del cantore Karl Dankgott Kretzschmar. 
Studiò dal 1867 al 1868 alla Kreuzschule di Dresda, successivamente si  iscrisse all'Università di Lipsia e al Conservatorio di Lipsia.
Si laureò in filosofia all'Università di Lipsia nel 1871, presentando una tesi sulla scrittura musicale anteriore a Guido d'Arezzo intitolata De signis musicis.
Sempre nello stesso anno ottenne l'incarico di professore di teoria musicale, composizione, pianoforte, organo nel Conservatorio di Lipsia, e incominciò a lavorare come direttore d'orchestra per varie compagnie musicali.
Nel 1876 divenne maestro di teatro a Metz e intraprese viaggi di studio musicologico in Inghilterra e in Italia; dal 1877 al 1887 fu direttore musicale accademico e municipale di Rostock.
Dal 1887 al 1904 lavorò nuovamente a Lipsia come direttore musicale e docente di storia della musica all'università locale.
Dal 1888 al 1898 fu direttore del Riedel Gesangverein. Nel 1890 fu nominato professore associato, fondò i Concerti accademici di Lipsia, che diresse fino al 1895.
Nel 1904 si trasferì a Berlino sempre per l'insegnamento universitario, e tre anni dopo diresse la commissione del regio istituto di musica sacra, dove il suo allievo Carl Thiel fu il suo successore.; dal 1909 e fino al 1920 fu il responsabile della regia scuola superiore, successore di József Joachim.
Kretzschmar si sposò nel 1880 con la pianista britannica Klara Meller.
Tra le sue composizioni principali, annoveriamo: musica per organo; cori sacri e profani.
Tra le sue pubblicazioni principali, menzioniamo: Peter Cornelius, Geschichte der Oper, BachKolleg, la raccolta omnia dei suoi saggi critici intitolata Gesammelte Aufsätze über Musik.

## Opere
- Führer durch den Konzertsaal, Lipsia, 1887–90;
- Anregung zur Förderung der musikalischen Hermeneutik, in Jahrbuch der Musikbibliothek Peters, 1902;
- Neue Anregungen zur Förderung musikalischer Hermeneutik, in Ebenda, 1905;
- Geschichte des Neuen deutschen Liedes, Lipsia, 1911;
- Geschichte der Oper, 1919;
- Einführung in die Musikgeschichte, 1920.